# Pleura
La pleura (dal greco πλευρά, pleyrà, «fianco») è una membrana che avvolge singolarmente ciascun polmone. È formata da due foglietti, viscerale e parietale che sono rispettivamente adesi al polmone e alla cavità emitoracica e continuano l'uno con l'altro a livello dell'ilo polmonare creando fra di essi una cavità a pressione negativa contenente il liquido pleurico fondamentale per permettere ai polmoni di dilatarsi negli scambi respiratori.
Una classica analogia per meglio comprendere concettualmente questa disposizione, è immaginare un palloncino di gomma sgonfio in cui vengono affondate due dita: la membrana di gomma adesa alle dita, che rappresentano il polmone, è il foglietto viscerale mentre la parte di membrana che tocca la prima è il foglietto parietale.
Esiste un'area di forma triangolare della parete anteriore del torace non rivestita dalla pleura sulla quale poggia il pericardio, denominata triangolo extrapleurale.

## Disposizione, rapporti e foglietti
La pleura è una membrana sierosa pari a una doppia parete, che riveste e aderisce alla parete interna del torace col suo foglietto parietale, e alla parete distale di ogni polmone col suo foglietto viscerale. I due foglietti sono in continuità l'uno con l'altro a livello dell'ilo polmonare. Le due pleure non vengono mai in contatto se non dietro allo sterno e lo spazio delimitato dai loro margini mediali è detto mediastino; in esso è situato il cuore, con cui le pleure sono a contatto. Dal momento che il cuore è leggermente spostato a sinistra, la cavità pleurica sinistra occupa un volume inferiore rispetto alla destra.
La pleura viscerale forma la tonaca sierosa dei polmoni.
La pleura parietale si distingue in tre parti (costale, diaframmatica e mediastinica) e a livello dell'apice del polmone, la cupola pleurica è rinforzata allo scheletro dall'apparato sospensore della pleura. Degno di nota è il fatto che con una definizione tale, la pleura mediastinica non sarebbe viscerale (nonostante si trovi a contatto esclusivamente con organi interni, da ambo i lati).

## Vascolarizzazione e innervazione

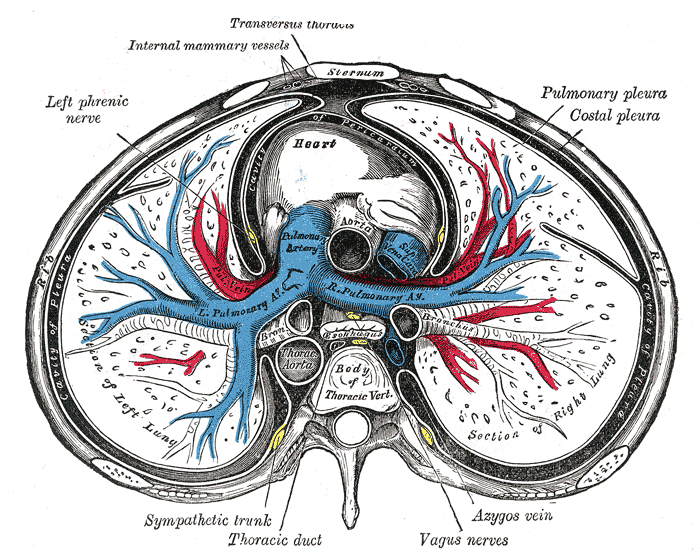
Sezione del torace che mostra i polmoni, i vasi e la cavità pleurica

L'irrorazione, il drenaggio e l'innervazione sono diversi per i due foglietti dal momento che la pleura viscerale è intimamente legata ai polmoni e con questi è collegata (arterie bronchiali, vene bronchiali; vasi linfatici che fanno capo ai linfonodi bronchiali; plesso polmonare) e la pleura parietale, invece, è legata alla gabbia toracica (arterie intercostali, arteria toracica interna; vasi linfatici che fanno capo ai linfonodi toracici, diaframmatici e intercostali; nervo vago, nervo frenico e simpatico).

## Struttura
Entrambi i foglietti pleurici presentano una struttura simile. Sono formati da:
- un mesotelio: uno strato di cellule piatte ed estese che in corrispondenza dei seni pleurali si fanno più alte con microvilli e cigliate;
- uno strato sottomesoteliale: formato da fasci di collagene paralleli e in profondità una ricca componente fibroelastica.

Tra la pleura viscerale e il polmone è presente uno strato di connettivo lasso, ricco di vasi, con qualche fascetto di fibrocellule muscolari e, più in profondità, uno strato di fibre elastiche compatto che continua con il connettivo del parenchima polmonare.
La pleura parietale presenta uno strato sottosieroso che può continuare con la fascia endotoracica o contenere tessuto adiposo, linfoide e fascetti muscolari lisci.

## Cavità pleurica

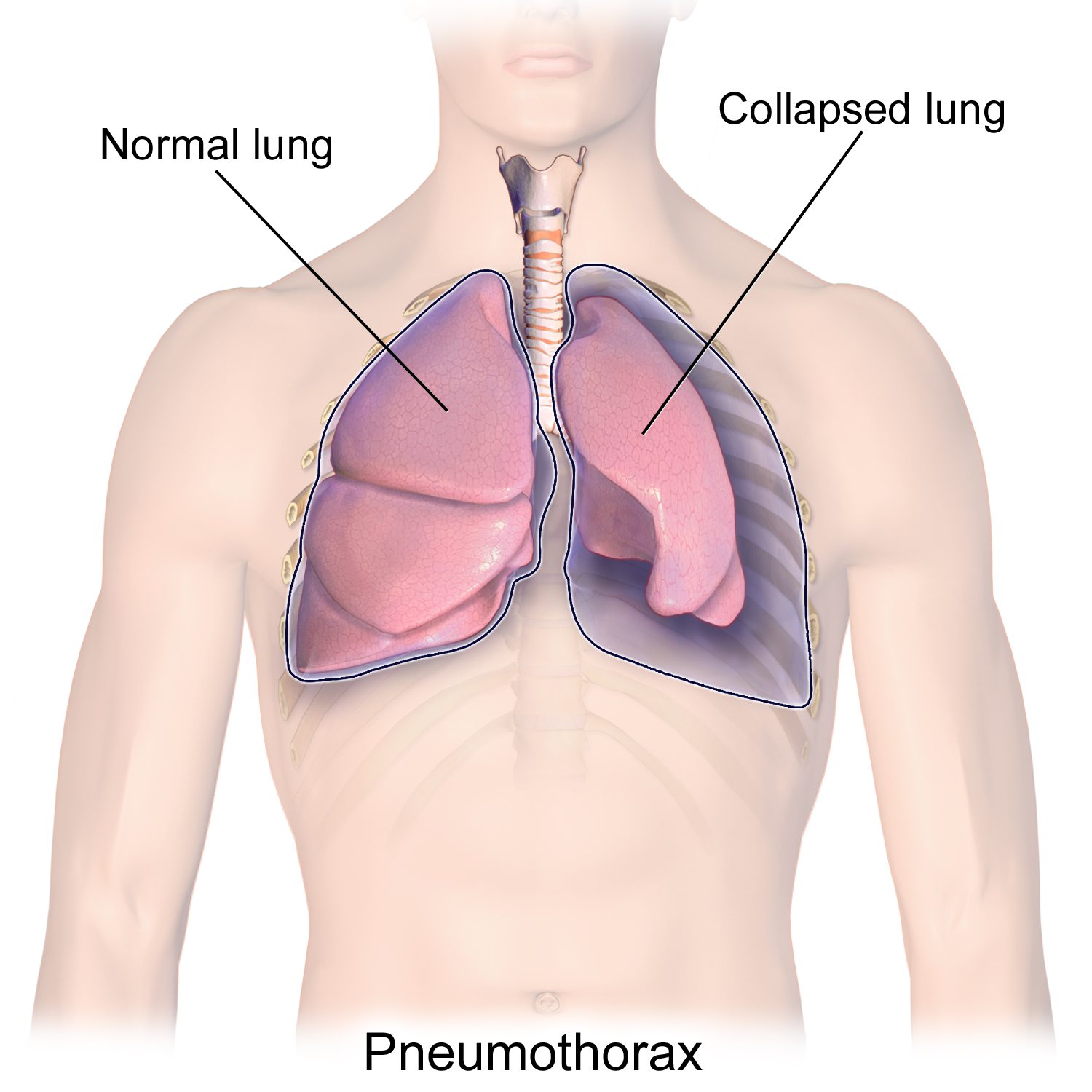
La figura mostra la differenza tra un polmone normale e uno collassato nella condizione di pneumotorace

I due foglietti pleurali, continuando a livello dell'ilo, delimitano uno spazio virtuale, praticamente nullo, detto cavità pleurica, contenente un liquido con proprietà lubrificanti tali da permettere lo scivolamento dei due foglietti l'uno sull'altro, il liquido pleurico. All'interno della cavità sono presenti dei recessi che contengono liquido pleurico e costituiscono lo spazio utile per l'espansione dei polmoni.
Tale liquido presente nella cavità permette ai polmoni di scivolare con attrito trascurabile rispetto alla parete toracica e agli organi con cui sono a contatto durante inspirazione ed espirazione. Danni alle pleure che permettono alla cavità pleurica di comunicare con l'esterno portano alla condizione patologica dello pneumotorace.

### Seni pleurici
I seni (o recessi) pleurici (o pleurali) nascono dalle pieghe della pleure e costituiscono delle cavità virtuali occupate completamente o solo in parte dai polmoni in fase di espansione e che contengono alcuni centimetri cubici di liquido pleurico. Questi sono:
- Seno costomediastinico: è formato dalla continuazione anteriore della pleura mediastinica nella pleura costale ed è costituito da una fessura che accoglie il margine anteriore del polmone di cui segue il decorso e dal quale è quasi completamente riempito. I seni costomediastinici dei due lati sono vicinissimi l'uno all'altro dietro al corpo dello sterno dove risultano separati solo da un sottile strato di connettivo lasso.
- Seno costodiaframmatico: è formato dalla continuazione della pleura diaframmatica nella pleura costale a livello dell'angolo compreso tra il diaframma e la parete toracica ed è una cavità virtuale che il polmone occupa parzialmente quando nell'inspirazione aumenta di volume.
- Seno interazigosesofageo: è formato dalla riflessione della pleura mediastinica del polmone di destra che si insinua tra la superficie posteriore dell'esofago e la superficie anteriore della vena azygos.
- Seno interaorticoesofageo: è formato dalla riflessione della pleura mediastinica del polmone di sinistra che si insinua tra la superficie posteriore dell'esofago e la superficie anteriore dell'aorta discendente.

#### Proiezioni toraciche dei seni pleurici
Le proiezioni toraciche dei seni pleurici sono una serie di punti di riferimento presi sulla gabbia toracica che permettono di individuare con esattezza la posizione dei seni pleurici all'interno della gabbia toracica. Proprio per questo rivestono grande importanza in semeiotica.
Si è soliti descrivere, accanto alle proiezioni del recesso costo-mediastinico e del recesso costo diaframmatico, anche le proiezioni del triangolo extrapleurico.

##### Seno costomediastinico
La proiezione del seno costomediastinico sul torace segue una linea che, partendo dall'articolazione clavicolo-sternale, si porta obliqua in basso e medialmente verso l'articolazione manubrio-sternale sulla linea mediosternale. Di qui scende sul corpo dello sterno affiancandosi alla pleura eterolaterale fino all'altezza della IV Costa. 
Da qui il seno costo-mediastinico destro prosegue inferiormente fino all'altezza dell'articolazione xifo-sternale, dove si continua nel seno costo-diaframmatico destro, mentre quello del polmone di sinistra diverge dalla linea mediosternale e scende obliquamente fino ad incontrare il margine superiore della VI costa lateralmente alla linea marginosternale, continuandosi nel seno costo-diaframmatico sinistro. Da quanto detto consegue che il seno costo-mediastinico sinistro, estendendosi oltre i margini dell'incisura cardiaca, non è occupato dal margine anteriore del polmone di sinistra e ricopre lateralmente l'aia nuda del cuore. Medialmente invece, al di sotto della IV cartilagine costale, laddove il seno costo-mediastinico sinistro diverge da quello destro, si delimita uno spazio retrosternale di forma triangolare che, non presentando rivestimento pleurico, è detto il triangolo extrapleurico.

##### Seno costodiaframmatico
Il seno costo-diaframmatico si insinua tra la superficie toracica della cupola diaframmatica e la superficie interna della cavità toracica. La sua proiezione sul torace segue una linea che, partendo dal processo spinoso della XII Vertebra Toracica si porta lateralmente, pressoché orizzontale, incrociando l'XI Costa sulla linea scapolare. Quindi si porta lateralmente incrociando la X Costa sulla linea ascellare media e l'VIII Costa sulla linea emiclaveare. Risale infine profondamente alla VI Costa verso l'articolazione xifo-sternale, dove si continua nel seno costo-mediastinico.

##### Triangolo extrapleurale
La proiezione del triangolo extrapleurale sulla gabbia toracica disegna un triangolo che offre alla descrizione un apice rivolto superiormente, una base posta inferiormente, un lato mediale ed uno laterale.
L'apice, rivolto superiormente, giace sulla IV articolazione condro-sternale. La base, posta inferiormente, è individuata da una linea passante per il punto di incontro dell'articolazione xifo-sternale con la linea medio-sternale e per il punto di incontro del margine superiore della VI Costa con la linea margino-sternale. Infine il lato mediale segue la linea medio-sternale e quello laterale il margine del seno pleurico sinistro.
Giace in questo spazio la porzione più mediale delle cartilagini costali di V, VI e VII Costa e di IV, V e VI spazio intercostale tra tali coste esse compresi. Ne consegue che inserendo uno spillo nella porzione più mediale del quarto o quinto spazio intercostale è possibile trafiggere il pericardio ed il cuore senza intaccare né la pleura né il polmone.

## Derivazione embriologica
La lamina mesodermica che delimita la cavità pleurale viene in parte invaginata nell'abbozzo polmonare diventando pleura viscerale e in parte va a rivestire la gabbia toracica formando il mesotelio della pleura parietale. In questo modo le cavità pleuriche si separano dalle cavità pericardica e peritoneale.

## Patologia

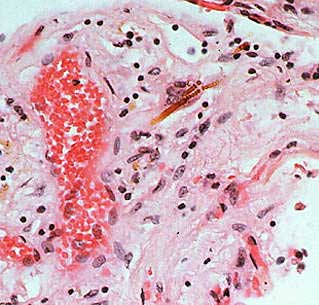
Tessuto polmonare con depositi di asbesto

La patologia della pleura è caratterizzata soprattutto da processi infiammatori (pleurite), da versamenti trasudatizi, da pneumotorace, da processi di fibrosi (diffusa o localizzata, come nel caso delle placche ialine dovute a esposizione ad amianto) e da neoplasie.
Il mesotelioma è il più frequente tumore maligno primitivo (che origina, cioè, dalla pleura stessa); considerato un tempo rarissimo, la frequenza è molto aumentata negli ultimi decenni, in conseguenza dell'effetto all'esposizione all'amianto, in genere di tipo professionale. Molto più frequenti i tumori maligni secondari, ossia localizzazioni alla pleura di tumori maligni insorti in altri organi, come il polmone nell'uomo e la mammella nella donna.
Il pneumotorace è una condizione patologica in cui la pressione transpolmonare si annulla provocando il collasso del polmone che può raggiungere le dimensioni di un pugno.